# L'occhio che uccide
L'occhio che uccide (Peeping Tom) è un film del 1960 diretto da Michael Powell.
Si tratta di un thriller psicologico e metacinematografico, scritto dal crittografo Leo Marks, incentrato sull'ossessione del guardare (il Peeping Tom del titolo originale è, in inglese, sinonimo gergale di guardone), e sulle conseguenze comportamentali delle violenze subite durante l'infanzia. Le polemiche seguite alle tematiche controverse del soggetto del film e la pessima accoglienza da parte dei critici dell'epoca ebbero un forte impatto negativo sulla carriera da regista di Powell nel Regno Unito. Tuttavia, il film è il più importante tra quelli diretti da Powell senza la collaborazione di Emeric Pressburger ed è divenuto col tempo un autentico cult movie.
Il protagonista, Karlheinz Böhm, è accreditato come Carl Boehm.
Il titolo originale allude al personaggio che, secondo la tradizione popolare anglosassone, sarebbe diventato cieco dopo aver spiato Lady Godiva mentre cavalcava nuda.

## Trama
Londra: un uomo con una cinepresa nascosta nel cappotto filma di nascosto una prostituta. Si fa accompagnare nel suo appartamento con la scusa di un servizio, poi la uccide filmandola. La mattina seguente, l'assassino torna sulla scena del delitto e riprende la rimozione del cadavere da parte della polizia.
L'omicida si chiama Mark Lewis ed è membro di una troupe cinematografica, sebbene desideri diventare lui stesso un regista, e arrotonda realizzando su commissione fotografie soft-porno di donne. Al di fuori del suo posto di lavoro è piuttosto timido e introverso, con una vita sociale ridotta al minimo. Nutre un particolare interesse per Helen Stephens, una giovane donna che vive nell'appartamento sotto il suo con la madre cieca, riuscendo a stringere amicizia con lei il giorno del suo compleanno.
Attraverso dei filmati casalinghi di suo padre, Mark rivela ad Helen che il genitore lo usava come cavia quando era bambino, sottoponendolo a esperimenti psicologici sulla paura e sul sistema nervoso: era così ossessionato da registrare il figlio, da farlo quando si svegliava piangendo nel cuore della notte, mettendogli lucertole nel letto e persino filmando la sua reazione mentre stava con sua madre sul letto di morte, sorvegliandolo costantemente.
Successivamente, Mark uccide una controfigura del suo studio attirandola sul set dopo la chiusura con la scusa di fare un film, rinchiudendo il corpo in un baule; il cadavere viene rinvenuto da Diane, un'attrice. La polizia collega l'omicidio con quello della prostituta, accorgendosi che le vittime erano accomunate da un'espressione terrorizzata. I membri della troupe vengono interrogati, Mark incluso, ma non viene indagato ulteriormente.
Helen e Mark approfondiscono il loro rapporto, ma la signora Stephens sospetta dell'uomo, anche a causa della sua tendenza di spiare la figlia dalla finestra. La signora Stephens entra nell'appartamento di Mark per aspettarlo dopo una serata che ha trascorso fuori con Helen e lui, a causa della sua compulsione, al suo ritorno inizia a proiettare uno dei filmati dei suoi omicidi. La signora Stephens minaccia di trasferirsi, ma Mark la rassicura che né lei né Helen finiranno mai nei suoi "film".
Uno psichiatra viene chiamato sul set per parlare con la traumatizzata Diane e ha modo di chiacchierare con Mark, che conosce per il lavoro di suo padre. Lo psichiatra rivela alla polizia il suo incontro, in quanto ha notato lo strano comportamento di Mark; quest'ultimo viene pedinato dalla polizia fino all'edicola dove scatta delle fotografie a una modella pin-up, che poi uccide.
Incuriosita dai film di Mark, Helen entra in casa sua mentre lui non c'è e ne vede uno, scoprendo i suoi delitti. Mark la sorprende e le spiega come compie gli omicidi: ha montato sulla cinepresa una lama affilata e uno specchio, così da catturare le reazioni di paura delle donne da lui uccise mentre sono costrette a guardarsi morire. Rifiuta di uccidere Helen e, in quel momento, arriva la polizia per arrestare Mark. Resosi conto di essere stato messo alle strette, come aveva già pianificato di fare, Mark fa partire un montaggio di tutti i suoi omicidi e si uccide impalandosi sulla sua lama mentre viene ripreso, così da fornire il finale del suo documentario. La polizia entra nella stanza, mentre Helen piange sul corpo di Mark.

## Produzione
Lo sceneggiatore Leo Marks basò parte della storia del film sulla sua esperienza di essere cresciuto come figlio di Benjamin Marks, proprietario della libreria Marks & Co di Londra; elementi di L'occhio che uccide si basano sull'osservazione delle persone che frequentavano il negozio di suo padre. La prostituta, Dora, che viene uccisa all'inizio del film, è basata su una vera prostituta che frequentava regolarmente la libreria. In aggiunta, Marks dichiarò di essere stato ispirato a scrivere una storia horror dalla lettura del racconto Lo scarabeo d'oro di Edgar Allan Poe. Mentre scriveva la sceneggiatura, Marks credeva che le motivazioni dietro gli impulsi omicidi di Lewis fossero esclusivamente di natura sessuale, sebbene egli avrebbe affermato in retrospettiva di sentire che la compulsione psicologica del personaggio era più inconscia.
Originariamente il produttore Nat Cohen avrebbe voluto una star di prima grandezza per il ruolo del protagonista e suggerì Dirk Bogarde ma la Rank Organisation, che lo aveva sotto contratto, rifiutò la proposta. Anche il nome di Laurence Harvey fu accostato per qualche tempo al ruolo ma fu scartato durante la fase di pre-produzione e Powell finì per scritturare l'attore tedesco Karlheinz Böhm (accreditato come "Carl Boehm"). Böhm, che era amico di Powell, notò che la loro precedente conoscenza lo aiutò a psicoanalizzare e ad "entrare in dettagli molto, molto speciali" del personaggio. Böhm vedeva Lewis come personaggio simpatico, per il quale provava "molta pena". In un'intervista del 2008, Böhm affermò che poteva identificarsi con il personaggio perché era rimasto a lungo all'ombra del suo famoso padre, il direttore d'orchestra Karl Böhm, e aveva avuto con lui un rapporto difficile. Böhm disse anche di aver interpretato il suo personaggio come un uomo traumatizzato dal fatto di essere cresciuto sotto il regime nazista.
Pamela Green, all'epoca una celebre modella di Londra, fu scritturata per la parte di Milly, una delle vittime di Lewis, che appare nuda sullo schermo nei momenti precedenti alla sua uccisione. La sua apparizione segnò la prima scena di nudo frontale nel cinema britannico.
Le riprese del film occuparono sei settimane a partire dall'ottobre 1959. Il film fu finanziato da Nat Cohen della Anglo-Amalgamated insieme ad altri investitori della National Film Finance Corporation.

## Tematiche
L'occhio che uccide è stato lodato per la sua complessità psicologica, che incorpora la "macchina fotografica autoriflessiva" come espediente narrativo, così come i temi dell'abuso sui minori, del sadomasochismo, della scopofilia e del feticismo. A livello superficiale, il film tratta delle relazioni Freudiane tra il protagonista e, rispettivamente, il padre, e le sue vittime. Tuttavia, vari critici hanno fatto notare che il film riguarda soprattutto il voyeurismo del pubblico mentre osserva le azioni del protagonista. Roger Ebert, nella sua recensione del film datata 1999 per la serie "Great Films", scrisse: "I film ci trasformano in guardoni. Rimaniamo seduti al buio, osservando la vita degli altri. È l'accordo che il cinema stipula con noi, anche se la maggior parte dei film è troppo beneducata per menzionarlo".
Martin Scorsese, a lungo ammiratore dell'opera di Powell, disse che questo film, insieme a 8½ di Federico Fellini, contiene tutto ciò che si può dire sulla regia:
Secondo Paul Wells, il film affronta le ansie della cultura britannica riguardo alla repressione sessuale, all'ossessione patriarcale, al piacere voyeuristico e alla violenza perversa. Il compito impossibile nel film è il tentativo di fotografare la paura stessa.
Secondo l'opinione di Peter Keough, le scene di morte nel film fornirebbero una giornata campale alla psicoanalisi freudiana e ai decostruzionisti. Il cinema qui è equiparato all'aggressione sessuale e al desiderio di morte, la macchina da presa al fallo, la fotografia alla violazione e il film al voyeurismo ritualizzato. L'enfasi del film è sulla morbosità, non sull'erotismo. In una sequenza memorabile, un attraente personaggio femminile seminudo si gira verso la telecamera e rivela una cicatrice sfigurante sul viso. Questo guardone non è eccitato dai corpi nudi, ma dalla nuda paura. E come lamenta Mark, tutto ciò che fotografa è perduto per lui. Mark è un solitario la cui unica compagna è la sua macchina da presa. È anche vittima degli studi del padre sul fenomeno della paura nei bambini, una cavia umana sottoposta a sadici esperimenti. Il suo interesse amoroso, Helen, è affascinata dallo sguardo morboso. È una scrittrice per bambini il cui libro riguarda una macchina fotografica magica e ciò che fotografa.

### Somiglianze con i film di Hitchcock
Il tema del voyeurismo presente in L'occhio che uccide è anche esplorato in diversi film di Alfred Hitchcock. Nel suo libro sul film di Hitchcock del 1958 La donna che visse due volte, lo storico del cinema Charles Barr sottolinea che la sequenza dei titoli del film e diverse inquadrature sembrano aver ispirato alcuni momenti di Peeping Tom.
Il documentario A Very British Psycho di Chris Rodley (1997) mette a confronto L'occhio che uccide e Psyco di Hitchcock; quest'ultimo fu presentato in anteprima a New York nel giugno 1960, due mesi dopo la prima londinese di Peeping Tom. Entrambi i film presentano come protagonisti dei serial killer atipicamente miti che sono ossessionati dai loro genitori. Tuttavia, nonostante contenga materiale simile a Peeping Tom, Psyco fu un successo al botteghino e non fece altro che aumentare la popolarità e la fama del suo regista (sebbene il film fosse stato ampiamente criticato dalla stampa inglese).
Secondo Isabelle McNeill, il film si adatta bene al sottogenere slasher, che venne ispirato da Psyco. Lei elenca una serie di elementi che i due film hanno in comune:
- un killer riconoscibilmente umano, che rappresenta il prodotto psicotico di una famiglia malata
- la vittima è una donna bella e sessualmente attiva
- il luogo dell'omicidio non è all'interno di una casa, ma in qualche altro "luogo terribile"
- l'arma del delitto è qualcosa di diverso da una pistola
- l'attacco è stato registrato dal punto di vista della vittima ed è avvenuto con una rapidità scioccante[14]

## Distribuzione

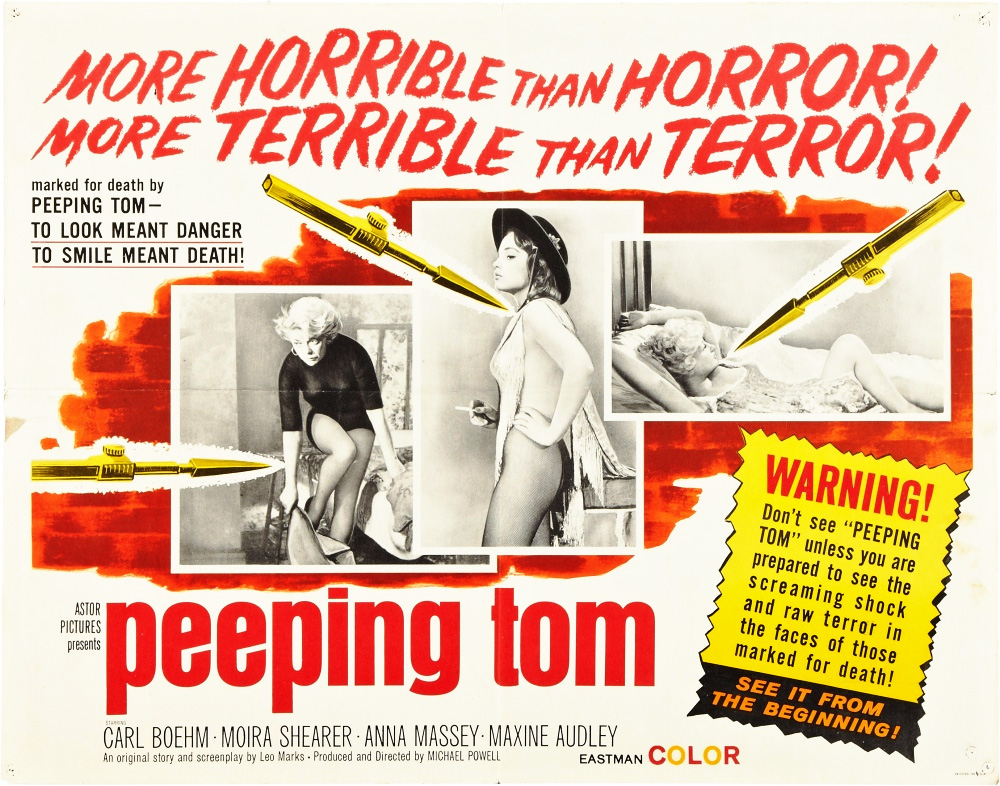
Locandina della versione statunitense distribuita dalla Astor Pictures nel 1962

L'occhio che uccide fu distribuito in Gran Bretagna dalla Anglo-Amalgamated, ed ebbe la sua prima a Londra il 7 aprile 1960. La pellicola viene spesso considerata parte della trilogia di Sadean insieme a Gli orrori del museo nero (1959) e Il circo degli orrori (1960). I tre film ebbero diverse case di produzione ma il medesimo distributore. I tre film sono connessi attraverso le tematiche trattate, come voyeurismo, deturpazione e sadismo. I film della Anglo-Amalgamated venivano abitualmente distribuiti negli Stati Uniti dalla American International Pictures attraverso un accordo tra le due compagnie. Tuttavia, la AIP non si mostrò interessata a distribuire L'occhio che uccide, apparentemente scettica circa la capacità del film di soddisfare i gusti del pubblico statunitense.
Negli Stati Uniti il film fu invece distribuito dalla Astor Pictures nel 1962. L'occhio che uccide non riuscì a trovare un pubblico e fu una delle uscite di minor successo della Astor. Il film ricevette una valutazione B dalla National Legion of Decency, a significare contenuti "in parte moralmente discutibili". L'organizzazione identificò il voyeurismo e il sadismo come elementi chiave nella sua valutazione.

### Censura
Quando L'occhio che uccide fu distribuito in Italia nel 1960, la commissione di censura del Ministero della cultura vietò il film ai minori di sedici anni. La ragione del divieto, citata nei documenti ufficiali, riporta che "la trama è scioccante e diverse scene non sono adatte ai minori". Affinché il film potesse essere proiettato pubblicamente, il comitato di censura impose la rimozione delle seguenti scene: 1) due scene ambientate nello studio del fotografo, in particolare, quelle in cui Milly viene mostrata sola, completamente vestita e mezza svestita, davanti allo specchio perché indecente; 2) altre due scene che mostrano una donna distesa sul letto eccessivamente svestita, perché indecente. Il visto censura è il numero 32987, firmato il 21 ottobre 1960 dal Ministro Renzo Helfer. In Finlandia il film venne vietato fino al 1981.

## Critica

### Contemporanea
La raffigurazione della violenza in L'occhio che uccide e la sua torbida atmosfera sessuale lo resero un film controverso alla sua uscita nelle sale e la stroncatura da parte dei critici cinematografici fu uno dei maggiori fattori determinanti che chiusero, di fatto, la carriera da regista di Powell nel Regno Unito. Karlheinz Böhm ricordò in seguito che dopo la prima del film, nessuno del pubblico volle stringere la mano a lui o al regista Michael Powell. Le recensioni britanniche tendevano verso un'iperbolica negatività, un esempio è una recensione pubblicata sul The Monthly Film Bulletin che paragonava Powell al Marchese de Sade.
Derek Hill, critico del Tribune suggerì che "l'unico modo veramente soddisfacente per smaltire Peeping Tom sarebbe quello di spalarlo e scaricarlo rapidamente nella fogna più vicina". Len Mosley scrivendo sul Daily Express disse che il film era più nauseante e deprimente delle colonie di lebbrosi del Pakistan, dei bassifondi di Bombay e delle fogne di Calcutta. Caroline Lejeune di The Observer scrisse: "Era da molto tempo che un film non mi disgustava tanto quanto Peeping Tom", definendolo infine un "film bestiale".

### Retrospettiva
Nel corso degli anni, L'occhio che uccide si è guadagnato la fama di cult movie presso gli appassionati ed è stato rivalutato anche dalla critica (questo fin dagli anni settanta). Powell scrisse nella sua autobiografia: "Ho fatto un film che nessuno voleva vedere e poi, trent'anni dopo, tutti l'hanno visto o tutti vogliono vederlo". Un resoconto della costante rivalutazione del film può essere trovato nel libro Scorsese on Scorsese di Ian Christie e David Thompson. Martin Scorsese menziona il fatto di avere sentito parlare del film per la prima volta quando era uno studente di cinema nei primi anni sessanta, quando Peeping Tom venne programmato in un solo cinema di Alphabet City (Manhattan), che, nota Scorsese, era uno squallido quartiere di New York. Il film veniva proiettato in bianco e nero e nella versione tagliata ma divenne immediatamente un cult per la generazione di Scorsese. Scorsese affermò che la pellicola, in questa versione mutilata, influenzò il documentario David Holzman's Diary di Jim McBride. Scorsese stesso vide per la prima volta il film nel 1970 attraverso un amico che ne aveva una copia a colori integrale in 35mm. Nel 1978 Scorsese fu contattato da un distributore di New York, la Corinth Films, che chiese 5.000 dollari per una riedizione più ampia di Peeping Tom. Scorsese accolse volentieri la richiesta, cosa che ha permesso al film di raggiungere un pubblico più vasto rispetto al suo seguito di culto iniziale. Vincent Canby scrisse del film sul New York Times nel 1979: "Quando Peeping Tom di Michael Powell uscì originariamente in Inghilterra, nel 1960, i critici insorsero come un gruppo di furiosi reverendi Davidson per condannarlo per motivi morali. "Puzza", scrisse un critico. Un altro pensava che dovesse essere gettato nelle fogne, e un terzo lo liquidò con arroganza come "una sciocchezza perversa". Non c'è niente di più cattivo di un critico quando può essere tranquillamente indignato... La riscoperta di Peeping Tom, temo, ci dice di più sulle mode passeggere della critica cinematografica che sull’arte. Solo qualcuno follemente ossessionato dall'idea di essere il primo ad acclamare un nuovo autore, che è sempre un bel modo per attirare l'attenzione su di sé, potrebbe dedicare il tempo necessario a trovare il genio nelle opere irregolari di Mr. Powell.
La storica del cinema Laura Mulvey riportò un'opinione simile, scrivendo: "Peeping Tom è un film composto da molti strati e maschere; i suoi primi revisori non sono riusciti nemmeno a vederlo come valore nominale. Radicati nelle tradizioni del realismo inglese, questi primi critici vedevano un film immorale ambientato nella vita reale il cui commento ironico sui meccanismi del pubblico e dell'identificazione del film li confondeva come spettatori. Ma Peeping Tom offre immagini cinematografiche realistiche che si riferiscono al cinema e niente più. Crea uno spazio magico per la sua finzione da qualche parte tra l’obiettivo della fotocamera e il raggio di luce del proiettore sullo schermo".
Prima della sua morte nel 1990, Powell vide crescere sempre più la reputazione di L'occhio che uccide. Oggi, il film è considerato un capolavoro e tra i migliori film horror di tutti i tempi. Nel 2004 la rivista Total Film nominò Peeping Tom il 24º miglior film britannico di sempre, e nel 2005, la stessa rivista lo inserì alla diciottesima posizione nella classifica dei 50 migliori film horror di sempre. Nel 2010 The Guardian lo inserì al decimo posto nella lista dei migliori film dell'orrore di sempre.
Sull'aggregatore di recensioni Rotten Tomatoes ha un indice di gradimento del 95% basato su 58 recensioni, con un voto medio di 8,7 su 10. il consenso critico del sito recita: "L'occhio che uccide 
è uno sguardo agghiacciante e metodico alla psicologia di un assassino e un classico del cinema voyeuristico".